# Звунка, Виктор
Виктор Звунка (фр. Victor Zvunka; род. 15 ноября 1951, Ле-Бан-Сен-Мартен) — французский футболист польского происхождения, защитник сборной Франции; футбольный тренер.

## Карьера

### Клубная
Виктор Звунка начал играть в футбол в клубе «Мец». В 1973 году защитник перешёл в марсельский «Олимпик», где выступал до 1981 года. В составе «Олимпика» Звунка становился вице-чемпионом Франции и победителем национального кубка, играл в матчах Кубка обладателей кубков 1976/77 и 2 розыгрышей кубка УЕФА.
С 1981 по 1983 год защитник играл за «Лаваль», после чего перешёл в выступавший в Дивизионе 2 парижский «Расинг». По итогам сезона 1983/84 столичный клуб пробился в Дивизион 1 и летом 1984 года Виктор Звунка стал играющим тренером команды. По окончании сезона 1984/85 защитник завершил карьеру игрока.

### В сборной
Виктор Звунка сыграл единственный матч за сборную Франции. 26 марта 1975 года в товарищеском матче с Венгрией защитник вышел в стартовом составе и провёл на поле 90 минут.

### Тренерская
Под руководством Звунки «Расинг» в сезоне 1984/85 занял последнее место в Дивизионе 1 и выбыл Дивизион 2. Однако через год тренеру удалось вернуться со столичной командой в сильнейшую лигу французского футбола, где парижане в сезоне 1986/87 заняли 13-е место. Звунка же по окончании сезона покинул команду и на протяжении следующих четырёх лет работал в Дивизионе 2 с клубами «Валансьен» и «Ньор».
Летом 1991 года Виктор Звунка стал главным тренером «Тулузы» и по итогам сезона 1991/92 клуб занял 11-е место в Дивизионе 1. Однако после четырёх поражений на старте следующего чемпионата тренер покинул клуб.
С 1992 по 1998 год Звунка тренировал клуб «Шатору». В 1993 году команда под его руководством выбыла из Дивизиона 2, однако уже в следующем сезоне вернулась обратно, а по итогам сезона 1996/97 вышла в Дивизион 1.
Следующие 2 года Виктор Звунка вновь работал с командами второго дивизиона — «Ниццей» и «Амьеном». В 2001 году возглавлял швейцарскую «Лозанну», с которой занял 6-е место в чемпионате.
С 2001 по 2003 год Звунка возглавлял «Лаваль», а с 2003 по 2005 снова работал с «Шатору» и вывел команду в финал кубка Франции 2003/04. В 2009 году команда Звунки (на этот раз «Генгам») вновь вышла в финал кубка страны и одержала в нём победу над «Ренном» со счётом 2:1.
В 2010 году Виктор Звунка непродолжительное время был главным тренером португальского клуба «Навал», затем работал с выступавшим в Лиге Насьональ «Канном» и реюньонским «Сен-Пьером». С июня 2012 года являлся главным тренером клуба Лиги 2 «Ним Олимпик».

## Достижения

### В качестве игрока
- Вице-чемпион Франции: 1974/75
- Обладатель Кубка Франции: 1975/76

### В качестве тренера
- Обладатель Кубка Франции: 2008/09
- Финалист Кубка Франции: 2003/04